# Meenon (Wisconsin)
Meenon es un pueblo ubicado en el condado de Burnett en el estado estadounidense de Wisconsin. En el Censo de 2010 tenía una población de 1.163 habitantes y una densidad poblacional de 13,5 personas por km².

## Geografía
Meenon se encuentra ubicado en las coordenadas 45°51′14″N 92°20′10″O / 45.85389, -92.33611. Según la Oficina del Censo de los Estados Unidos, Meenon tiene una superficie total de 86.18 km², de la cual 82.63 km² corresponden a tierra firme y (4.12%) 3.55 km² es agua.

## Demografía
Según el censo de 2010, había 1.163 personas residiendo en Meenon. La densidad de población era de 13,5 hab./km². De los 1.163 habitantes, Meenon estaba compuesto por el 91.23% blancos, el 0.34% eran afroamericanos, el 4.21% eran amerindios, el 0.43% eran asiáticos, el 0.09% eran isleños del Pacífico, el 0.34% eran de otras razas y el 3.35% pertenecían a dos o más razas. Del total de la población el 0.43% eran hispanos o latinos de cualquier raza.